# Nazzano
Nazzano ist eine italienische Gemeinde in der Metropolitanstadt Rom in der Region Latium mit 1323 Einwohnern (Stand 31. Dezember 2023). Sie liegt 46 km nördlich von Rom.
|  |

## Geographie
Nazzano liegt auf einem Höhenrücken westlich des Tiber. Ein großer Teil des Gemeindegebiets gehört zum Naturreservat Nazzano Tevere Farfa.
Die Nachbargemeinden sind Civitella San Paolo, Fiano Romano, Filacciano, Montopoli di Sabina (RI), Ponzano Romano, Sant’Oreste, Torrita Tiberina

## Bevölkerungsentwicklung
| Jahr      | 1881 | 1901 | 1921 | 1936 | 1951 | 1971 | 1991 | 2001 |
| --------- | ---- | ---- | ---- | ---- | ---- | ---- | ---- | ---- |
| Einwohner | 856  | 1046 | 1094 | 1179 | 1302 | 1002 | 1135 | 1251 |

Quelle: ISTAT

## Politik
Carlo Cola (Bürgerliste Insieme per Nazzano) wurde im Juni 2009 zum Bürgermeister gewählt. Er löste Roberto Rosati (seit 2004) ab. Seit dem 26. Mai 2014 ist Alfonso Giardini Bürgermeister.

## Sehenswürdigkeiten
Das Castello Savelli wurde 1073 erstmals erwähnt. Es zeigt sich noch heute in seinem romanischen Zustand. Die Burg ist nicht öffentlich zugänglich.